# Piasecki H-21

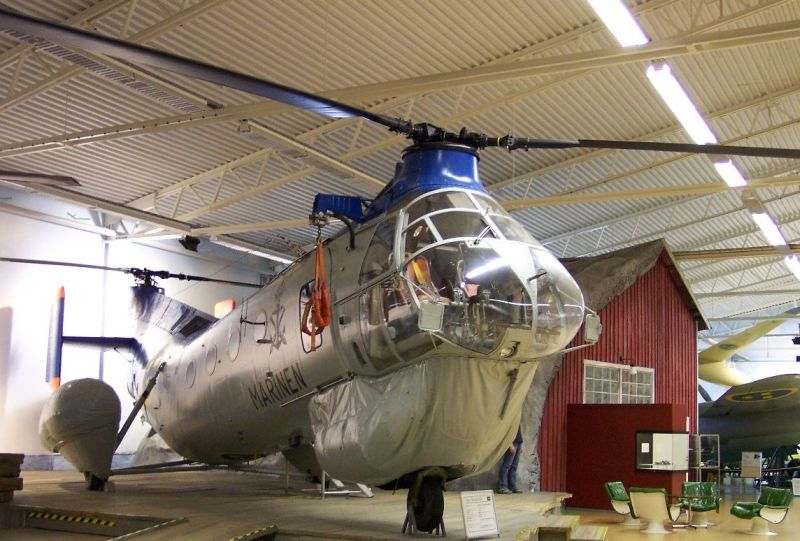
Schwedische H-21

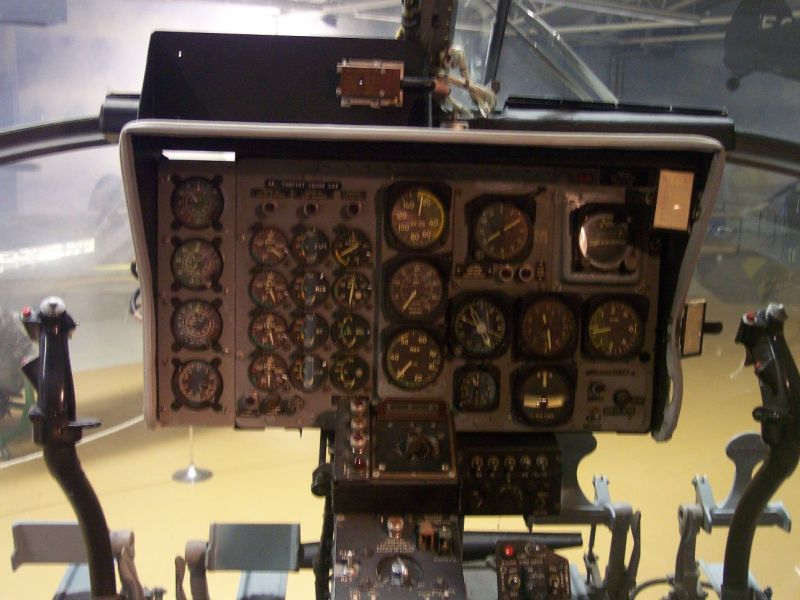
Cockpit einer H-21

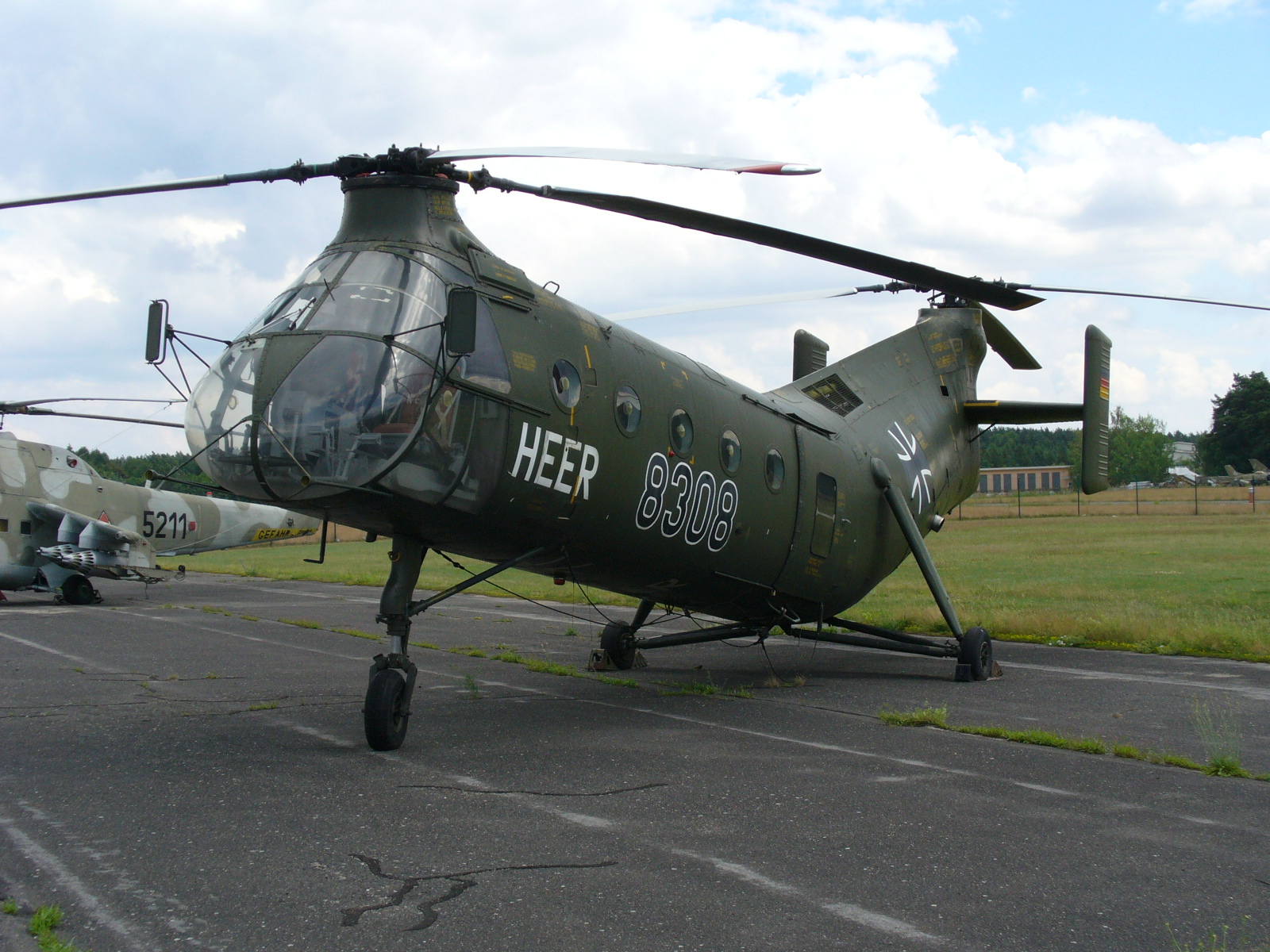
H-21C des Heeres

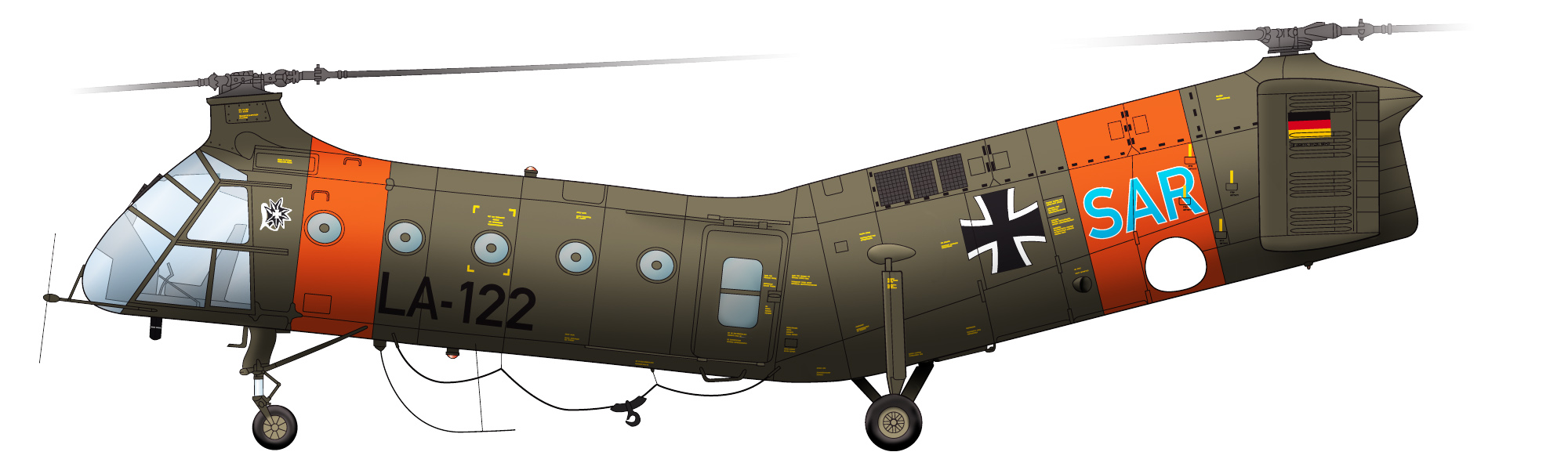
H-21C der Luftwaffe

Der Piasecki H-21 Workhorse (Werksbezeichnung: PD-22) war ein Transporthubschrauber aus US-amerikanischer Produktion. Er hatte zwei Hauptrotoren in Tandem-Konfiguration und konnte mit zwei Mann Besatzung bis zu 20 vollausgerüstete Soldaten befördern. Der H-21 wurde u. a. im Vietnamkrieg eingesetzt. Die ab 1958 angebotene Zivilversion wurde als Vertol 44 (später Boeing-Vertol 44) bezeichnet.

## Geschichte
Die Entwicklung des H-21 geht bis zum Piasecki Modell PV-3 zurück, besser bekannt unter der US-Navy-Bezeichnung HRP-1 Rescuer (Erstflug im März 1945). Im Jahr 1949 folgte die daraus abgeleitete Version PV-17 (HRP-2 Rescuer), die einen vollkommen neuen Rumpf aus Ganzmetall besaß, während die Triebwerksanlage (440 kW (600 PS) Pratt & Whitney R-1340) unverändert übernommen wurde.
Am 11. April 1952 flog der aus dem HRP-2 abgeleitete H-21 (Werksbezeichnung PD-22) erstmals. Mit seinem 845 kW starken Sternmotor verfügte er über eine beinahe doppelt so hohe Triebwerksleistung wie der HRP-1. Die Serienproduktion begann 1954 mit dem H-21A, von Piasecki als Workhorse („Arbeitspferd“) bezeichnet. Bis zum Ende der Produktion im Jahr 1959 wurde noch eine B- und eine C-Version produziert, die mit stärkeren Triebwerken ausgestattet wurden. Bei den US-Streitkräften bekam der H-21 den Beinamen Shawnee, der wie üblich einer indianischen Stammesbezeichnung entlehnt wurde.
Als die Piasecki Helicopter Corporation im Mai 1956 in Vertol Aircraft Corporation umbenannt wurde, änderte sich die interne Bezeichnung dieses Hubschraubers von PD-22 in Model V-43. Die Bezeichnungsreform der US-Streitkräfte brachte dann die Typenbezeichnung CH-21 (Cargo Helicopter, engl. für Transporthubschrauber) mit sich. Von den US-Soldaten bekam er die Spitznamen flying banana („fliegende Banane“) aufgrund der gekrümmten Form des Rumpfes oder army mule („Armee-Maultier“) in Anlehnung an Workhorse.

## Militärischer Einsatz
| (Teil-)Streitkraft | Version      | Stückzahl |
| ------------------ | ------------ | --------- |
| US Air Force       | H-21A, H-21B | 214       |
| US Army            | H-21C        | 334       |
| Frankreich         | H-21C        | 108       |
| BR Deutschland     | H-21C        | 032       |
| Schweden           | H-21C        | 011       |
| Japan              | H-21C        | 010       |
| Kanada             | H-21C        | 005       |
| Zaire              | H-21C        | 003       |

## Produktion für USAF und US Army
Im Rahmen des Mutual Defense Aid Program (MDAP) wurde der H-21 auch an verbündete Länder geliefert.
Abnahme der Piasecki H-21 durch die USAF und die US Army:
| Version    | 1952 | 1953 | 1954 | 1955 | 1956 | 1957 | 1958 | 1959 | SUMME |
| ---------- | ---- | ---- | ---- | ---- | ---- | ---- | ---- | ---- | ----- |
| YH-21      | 3    | 15   |      |      |      |      |      |      | 18    |
| H-21A      |      | 20   | 12   |      |      |      |      |      | 32    |
| H-21B      |      |      | 5    | 81   | 61   | 14   |      |      | 161   |
| H-21C Army |      |      | 32   | 54   | 90   | 134  | 22   | 2    | 334   |
| H-21A MDAP |      |      | 6    |      |      |      |      |      | 6     |
| H-21 MDAP  |      |      |      |      |      |      | 6    |      | 6     |
| SUMME      | 3    | 35   | 55   | 135  | 151  | 148  | 28   | 2    | 557   |

## Zwischenfälle
Bei den deutschen Heeresfliegern kam es von 1958 bis 1969 zu 5 Totalverlusten von Vertol/Weserflug H-21C, davon 2 mit insgesamt 10 Todesfällen. Beispiele:
- Am 14. Januar 1959 zerschellte ein Hubschrauber des Typs Piasecki H-21C der deutschen Heeresflieger (Luftfahrzeugkennzeichen PA+217) in dichtem Nebel am 628 Meter hohen Berg Knüllköpfchen (Schwalm-Eder-Kreis, Hessen). Der Hubschrauber der Heeresfliegerstaffel des Heeresflugplatzes Fritzlar befand sich auf einem Such- und Rettungseinsatz (SAR) im Zusammenhang mit einer verunglückten Dornier Do 27 der Heeresflieger (PG+104). Alle 8 Insassen wurden bei diesem CFIT (Controlled flight into terrain) getötet.[5]

- Am 3. Dezember 1963 verunglückte ein Hubschrauber des Typs Piasecki H-21C der deutschen Heeresflieger (QF+466) bei Dernbach (Westerwald) (Rheinland-Pfalz). Beide Insassen kamen ums Leben. Nähere Einzelheiten sind im Monat Juni 2025 mangels ausführlichem Untersuchungsbericht nicht verfügbar.[6]

## Technische Daten

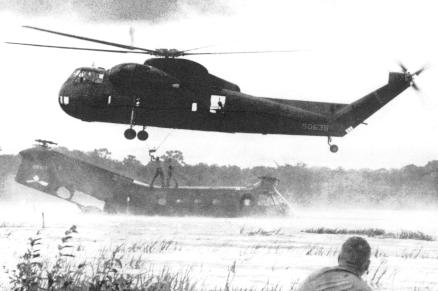
Sikorsky H-37 birgt eine abgestürzte Piasecki H-21

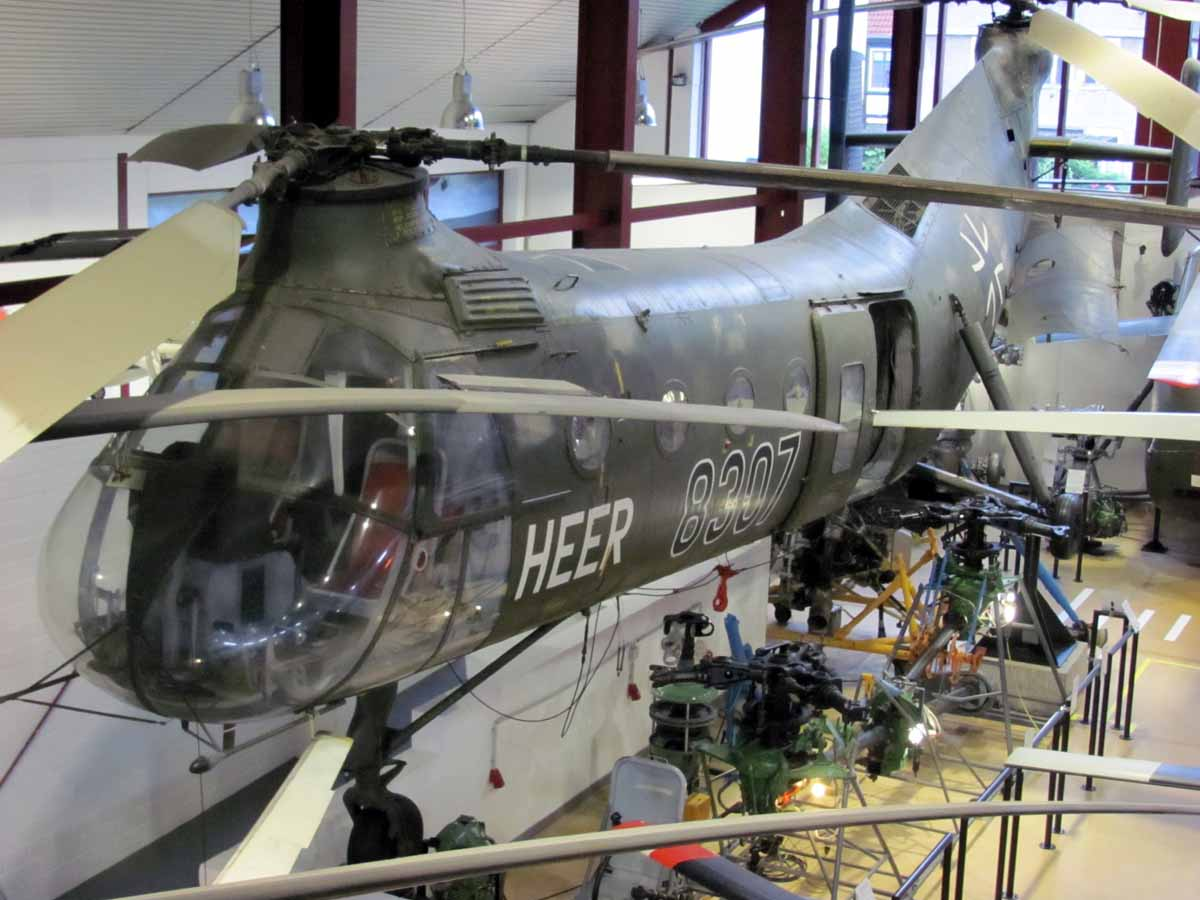
H-21C der Heeresflieger der Bundeswehr im Hubschraubermuseum Bückeburg

| Kenngröße                        | Daten                                                  |
| -------------------------------- | ------------------------------------------------------ |
| Besatzung                        | 2                                                      |
| Passagiere                       | 20 Soldaten                                            |
| Rotordurchmesser                 | 13,50 m                                                |
| Rumpflänge                       | 16,00 m                                                |
| Länge über alles                 | 26,20 m                                                |
| Höhe                             | 4,70 m                                                 |
| Rüstmasse                        | 3990 kg                                                |
| Startmasse                       | 6950 kg                                                |
| Reisegeschwindigkeit             | 158 km/h                                               |
| Höchstgeschwindigkeit            | 210 km/h                                               |
| Schwebeflughöhe mit Bodeneffekt  | 1860 m                                                 |
| Schwebeflughöhe ohne Bodeneffekt | 1710 m                                                 |
| Dienstgipfelhöhe                 | 2880 m                                                 |
| Reichweite                       | 450 km                                                 |
| Triebwerk                        | 1 Sternmotor Wright R-1820-103 mit 1.048 kW (1.425 PS) |